# II. Inge svéd király
II. Inge Halstensson vagy Ifjabb Inge (svédül: Inge den Yngre), († 1125) Halsten fia, kb. 1112-től haláláig svéd király. 1112 és 1118 között feltehetőleg fivérével, Fülöppel együtt uralkodott. 

## Élete
Felesége vélhetőleg a södertäljei Szent Ragnhild volt, más források Ulvhild Håkansdottert, az egyik norvég vezér leányát említik, aki Inge halála után Niels Svensen dán király, majd a svéd I. Sverker felesége lett.
Inge uralkodásáról kevés információ áll rendelkezésünkre. Vélhetőleg 1111-ben elvesztette Jämtland tartományt Norvégia javára. Inge halála után káosz időszaka következett Svédországban, melyet a norvég és dán uralkodók a maguk javára fordítottak. A norvég király I. Sigurd keresztes hadjáratot vezetett Kalmar környékén. A hadjárat során a norvég seregek végigfosztogatták a vidéket, és 1.500 jószágot, valamint további értékeket raboltak el a svédektől. A hadjárat után sok smålandi lakos áttért a kereszténységre. 
Inge feltehetőleg nem az egész birodalom felett uralkodott. A västergötlandi nemzetségek először Ragnvald Knaphövdét, majd Erős Magnust választották királyukká. 
Egyes források szerint Ingét Östergötlandban megmérgezték.

## Fordítás
- Ez a szócikk részben vagy egészben  az   Inge II. (Schweden) című német Wikipédia-szócikk ezen változatának fordításán alapul.  Az eredeti cikk szerkesztőit annak laptörténete sorolja fel. Ez a jelzés csupán a megfogalmazás eredetét és a szerzői jogokat jelzi, nem szolgál a cikkben szereplő információk forrásmegjelöléseként.

## Külső hivatkozások
- Bengans historiasidor (svéd nyelven). Wadbring.com